# باغ کند
باغ کند، روستایی از توابع بخش زاوین شهرستان کلات در استان خراسان رضوی ایران است.

## جمعیت
این روستا در دهستان زاوین قرار دارد و براساس سرشماری مرکز آمار ایران در سال ۱۳۸۵، جمعیت آن ۳۹۶ نفر (۸۶خانوار) بوده‌است.